# ティファニー・ジュノ
ティファニー・ジュノ（英語: Tiffany Junot、1979年3月30日 - ）は、アメリカ合衆国の女子プロボクサーである。ルイジアナ州ニューオーリンズ出身。フランス系アメリカ人。元WBC女子世界スーパーウェルター級王者

## 来歴
2002年にジェームス・ジョセフボクシングクラブでボクシングを始め、2003年にゴールデングローブ優勝。2005年世界女子選手権にも出場するが、初戦敗退。
2006年7月28日、Lauren Owensに2回TKOでプロデビュー。しかし、2戦目はDominga Olivoに敗戦。
その後は3連勝したが、2008年11月20日、中村千香に敗れる。
2010年4月29日、Kita Watkinsとテキサス州女子スーパーライト級王座を争い、王座奪取。
2011年7月16日、Kuulei Kupiheaに3敗目。
2012年11月10日、ミア・セント・ジョンが持つWBC女子世界スーパーウェルター級王座に挑戦し、3-0判定で番狂わせを演じタイトル奪取。

## 戦績
- 15戦 11勝 6KO 3敗 1分け

## 獲得タイトル
- テキサス州女子スーパーライト級王座
- 第4代WBC女子世界スーパーウェルター級王座